# 姚文清
姚文清（？—？），字廉夫，山西太原府陽曲縣人，民籍，明朝政治人物。

## 生平
正德五年（1510年）庚午科山西鄉試第十一名舉人，正德六年（1511年）辛未科三甲第七名進士。十一年任河南葉縣知縣，歷河間府同知，嘉靖元年（1522年）三月陞陝西僉事。遷山東副使，十年三月升浙江按察使，十一年十二月升山東右布政使，改河南右布政，十五年十二月官至河南左布政使。十八年世宗南幸承天府，以河南沿途所御之处，官员官全不敬慎服劳，至巡抚易瓒以下俱下镇抚司狱，悉黜为民。

## 家族
曾祖姚琳，贈府同知；祖父姚昱，布政司□；父姚綸，儀賓。前母盧□縣主；母鄭氏。具庆下。